# Ballote
Ballote (Ballota) is een geslacht uit de lipbloemenfamilie (Lamiaceae). De soorten uit het geslacht bestaan uit groenblijvende vaste planten en dwergstruiken die voorkomen binnen de gematigde klimaatzone. Het Middellandse Zeegebied kent de hoogste diversiteit aan soorten uit dit geslacht, maar er zijn ook meer geïsoleerde locaties waar soorten voorkomen, zoals in Zuid-Afrika, Centraal-Azië, Noord-Europa en de eilanden in het oostelijke deel van de noordelijke Atlantische Oceaan.

## Soorten
- Ballota acetabulosa (L.) Benth.
- Ballota adenophora Hedge
- Ballota africana (L.) Benth.
- Ballota andreuzziana Pamp.
- Ballota antilibanotica Post
- Ballota aucheri Boiss.
- Ballota bullata Pomel.
- Ballota byblensis Semaan & R.M.Haber
- Ballota cristata P.H.Davis
- Ballota damascena Boiss
- Ballota deserti (de Noé) Jury, Rejdali & A.J.K.Griffiths
- Ballota glandulosissima Hub.-Mor. & Patzak
- Ballota grisea Pojark.
- Ballota hirsuta Benth.
- Ballota hispanica (L.) Benth.
- Ballota inaequidens Hub.-Mor. & Patzak
- Ballota kaiseri Täckh.
- Ballota larendana Boiss. & Heldr.
- Ballota latibracteolata P.H.Davis & Doroszenko
- Ballota luteola Velen
- Ballota macedonica Vandas
- Ballota macrodonta Boiss. & Balansa
- Ballota nigra L. - Stinkende ballote
- Ballota philistaea Bornm.
- Ballota platyloma Rech.f.
- Ballota pseudodictamnus (L.) Benth.
- Ballota rotundifolia K.Koch
- Ballota saxatilis Sieber ex C.Presl
- Ballota sechmenii Gemici & Leblebici
- Ballota undulata (Sieber ex Fresen.) Benth.
- Ballota vellerea Maire, Weiller & Wilczek

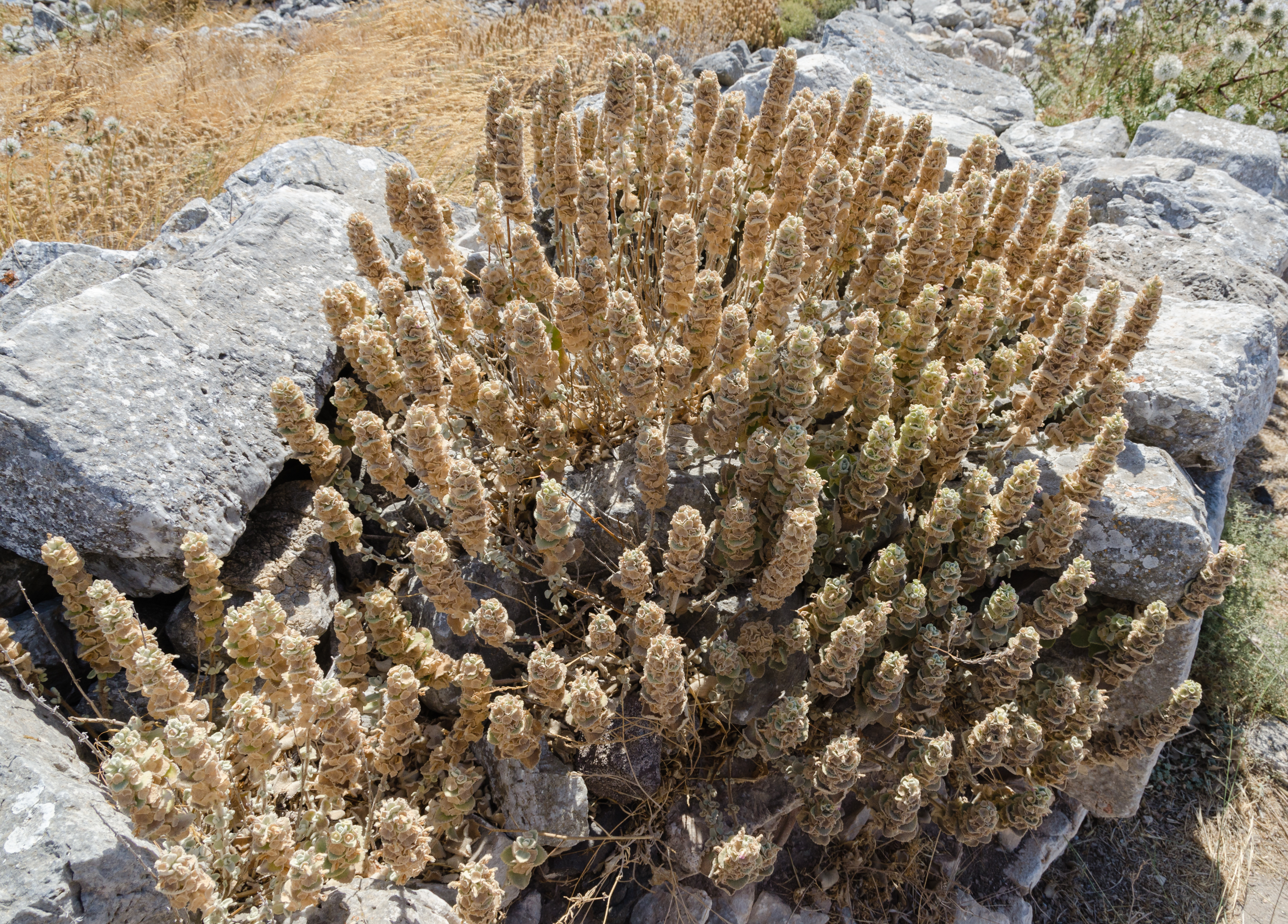
Ballota acetabulosa
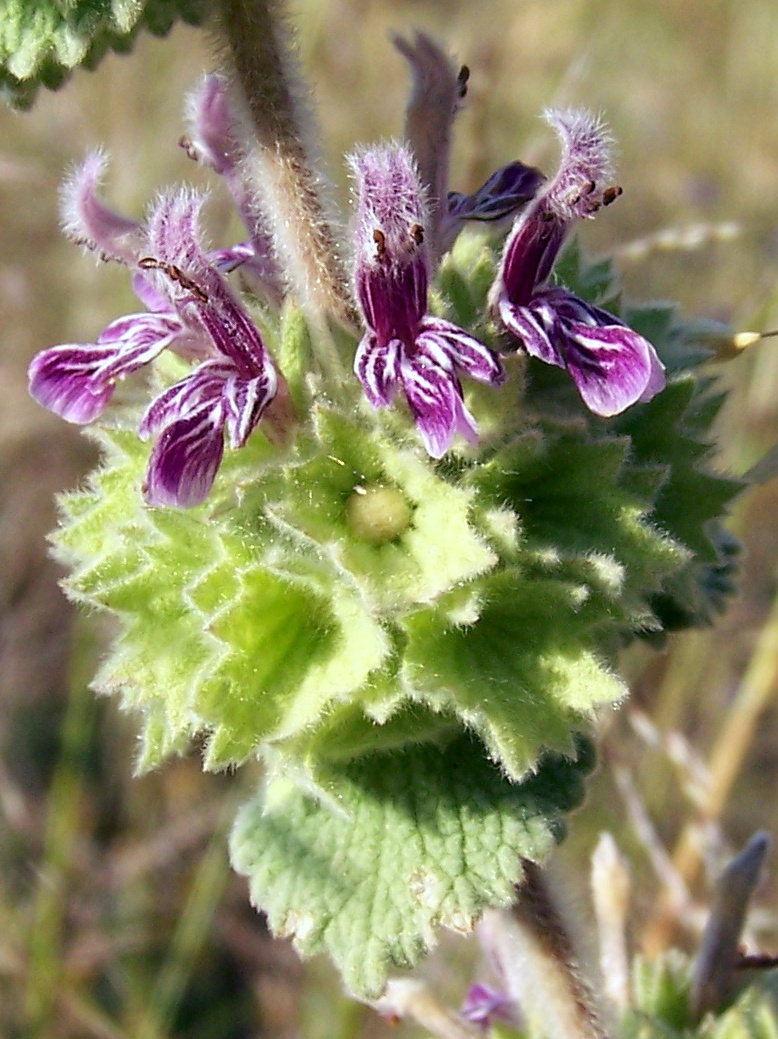
Ballota hirsuta
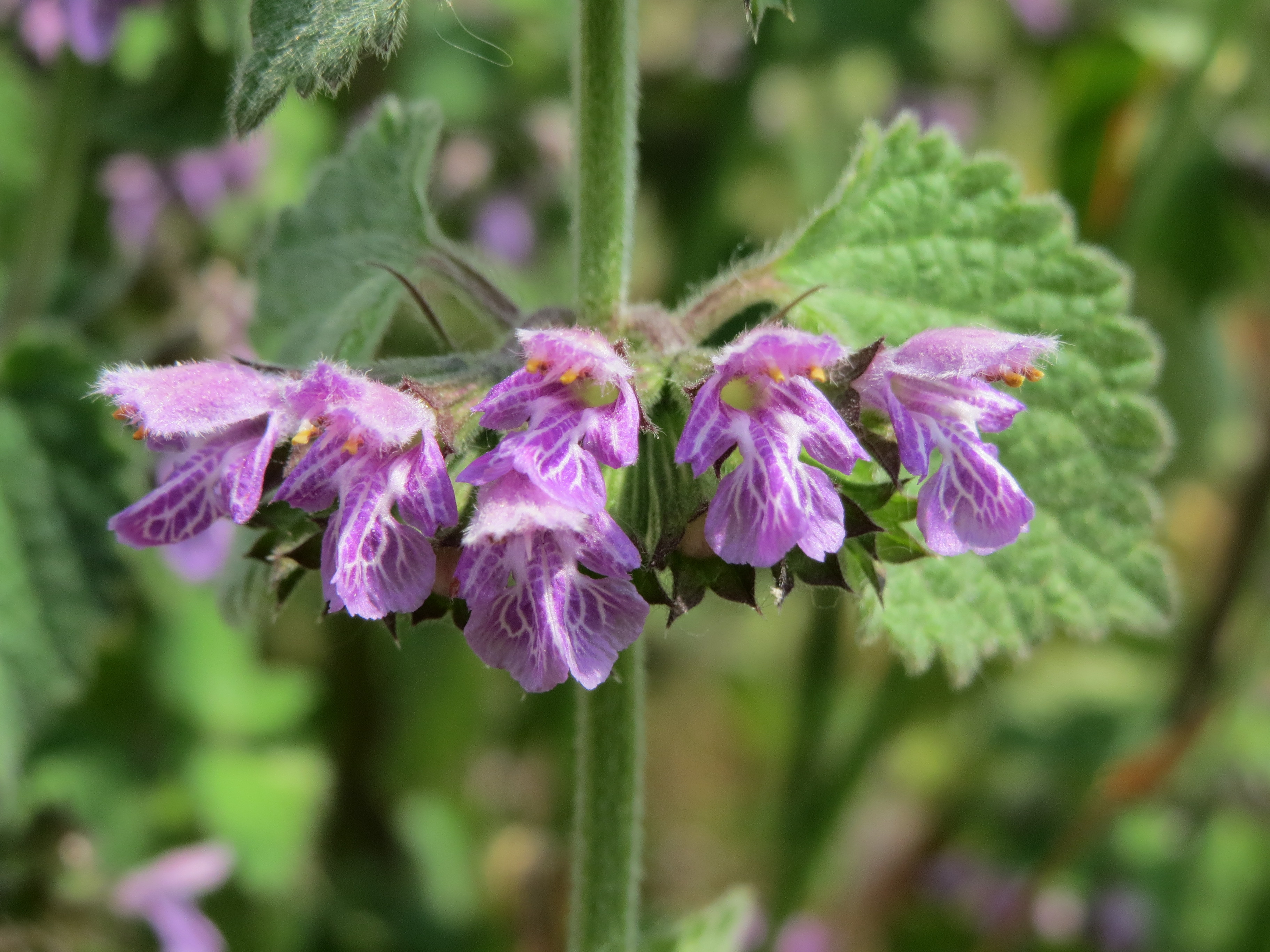
Ballota nigra
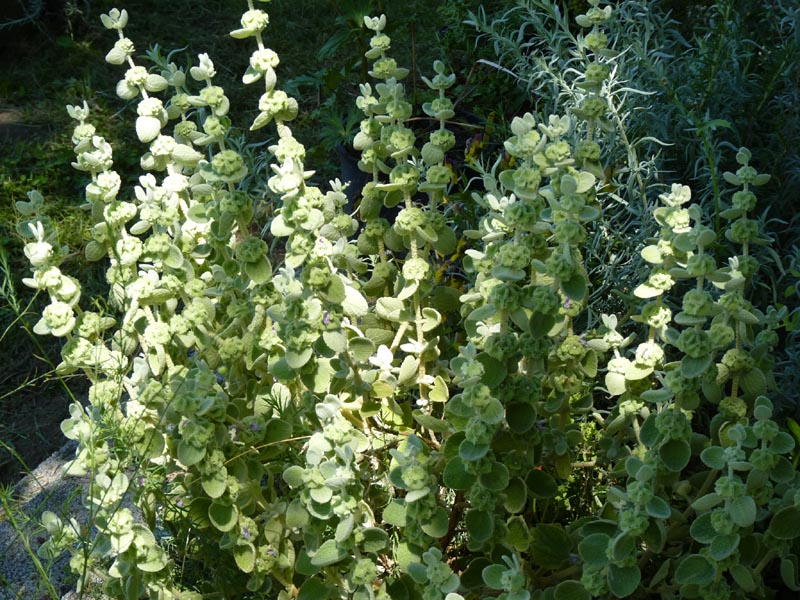
Ballota pseudodictamnus
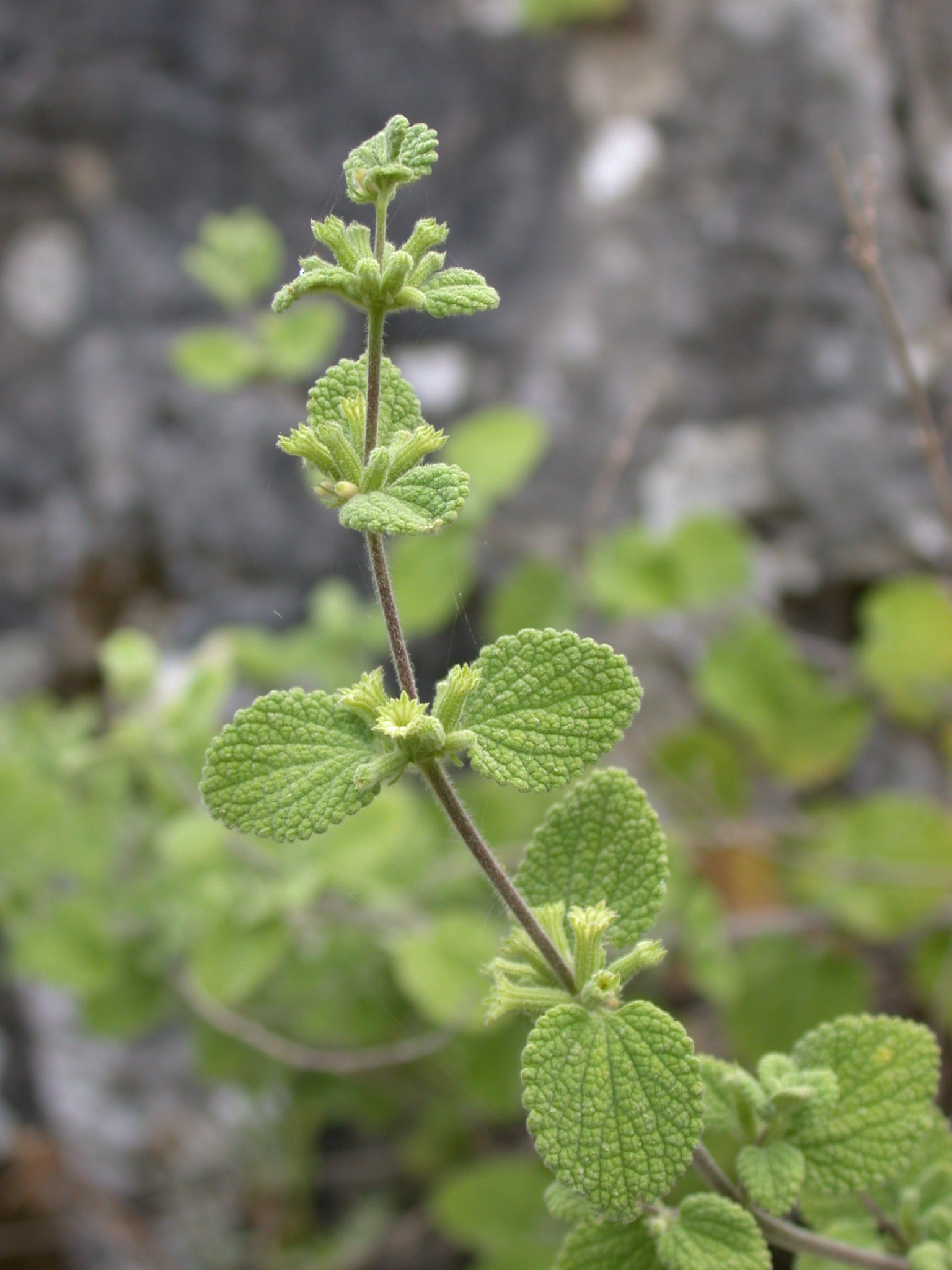
Ballota saxatilis

... · 
Ajuga (Zenegroen) · 
Anisomeles · 
Ballota (Ballote) · 
Basilicum · 
Cleonia · 
Clinopodium (Steentijm) · 
Dasymalla · 
Galeopsis (Hennepnetel) · 
Glechoma · 
Haplostachys · 
Hemiandra · 
Hyssopus · 
Lagochilus · 
Lamiastrum · 
Lamium (Dovenetel) · 
Lavandula (Lavendel) · 
Leonurus · 
Lycopus · 
Marrubium · 
Melissa (Melisse) · 
Mentha (Munt) · 
Nepeta (Kattenkruid) · 
Ocimum (Basilicum) · 
Origanum (Marjolein) · 
Perovskia · 
Phlomis · 
Prunella (Brunel) · 
Renschia · 
Rosmarinus · 
Salvia (Salie) · 
Satureja (Bonenkruid) · 
Scutellaria (Glidkruid) · 
Stachys (Andoorn) · 
Teucrium (Gamander) · 
Thymus (Tijm) · 
Vitex · 
Westringia · 
...